# لادا 2106
لادا 2106 أو فاز 2106 (بالروسية: ВАЗ-2106)، هي سيارة عائلية متوسطة الحجم، صنعتها شركة أوتوفاز الروسية المالكة لعلامة لادا، وعرضت أول الأمر عام 1975 في الاتحاد السوفيتي.

## معرض الصور

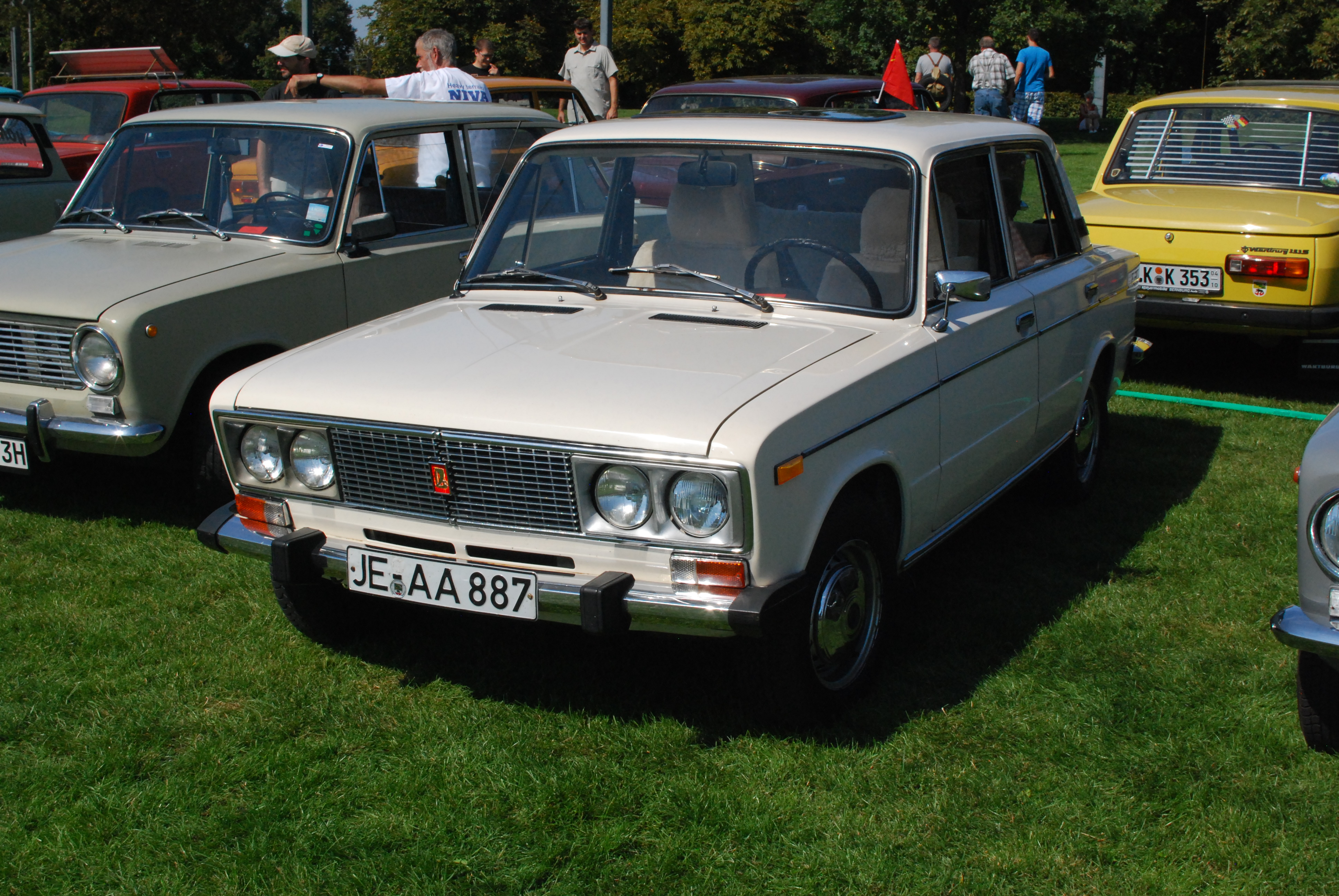
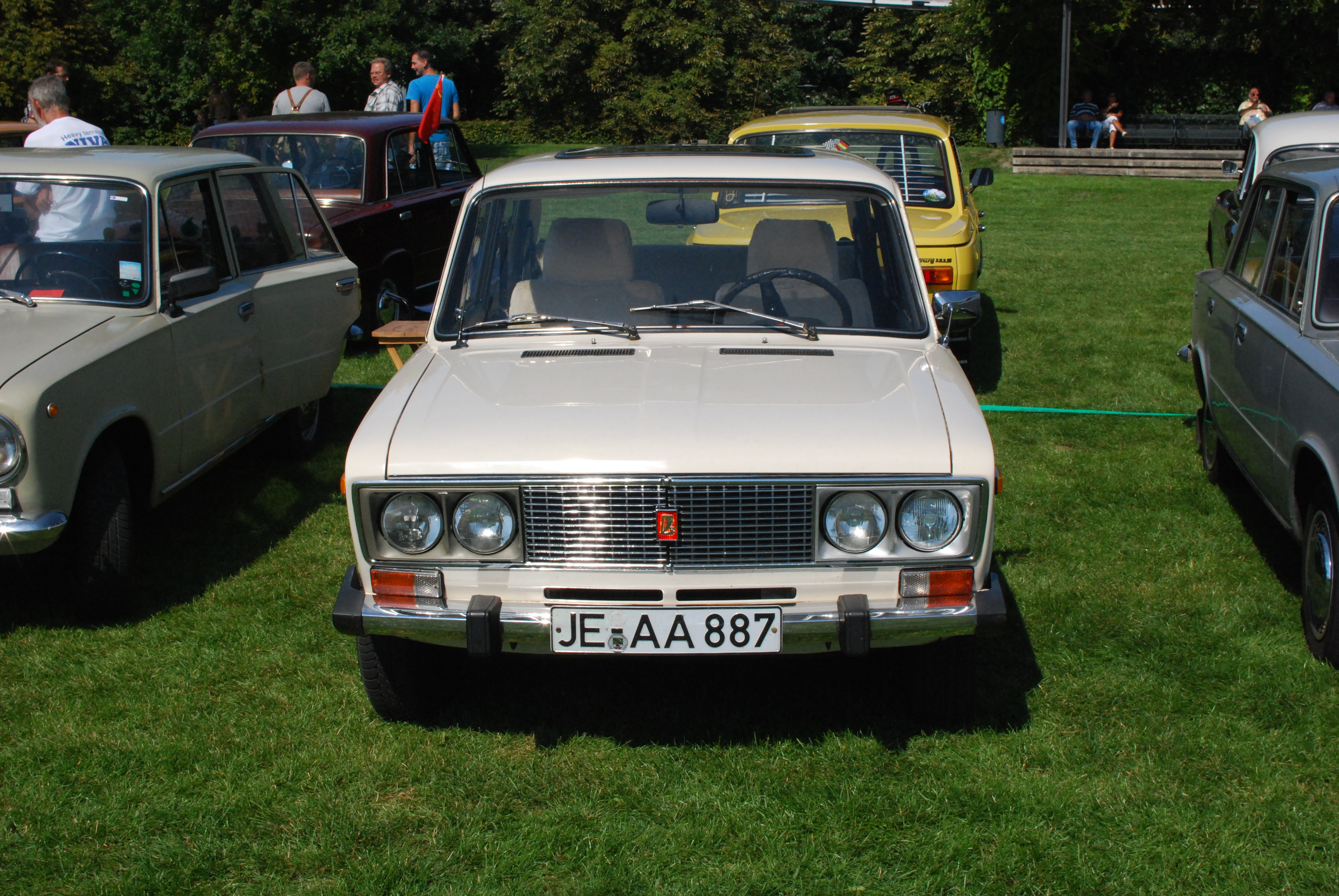
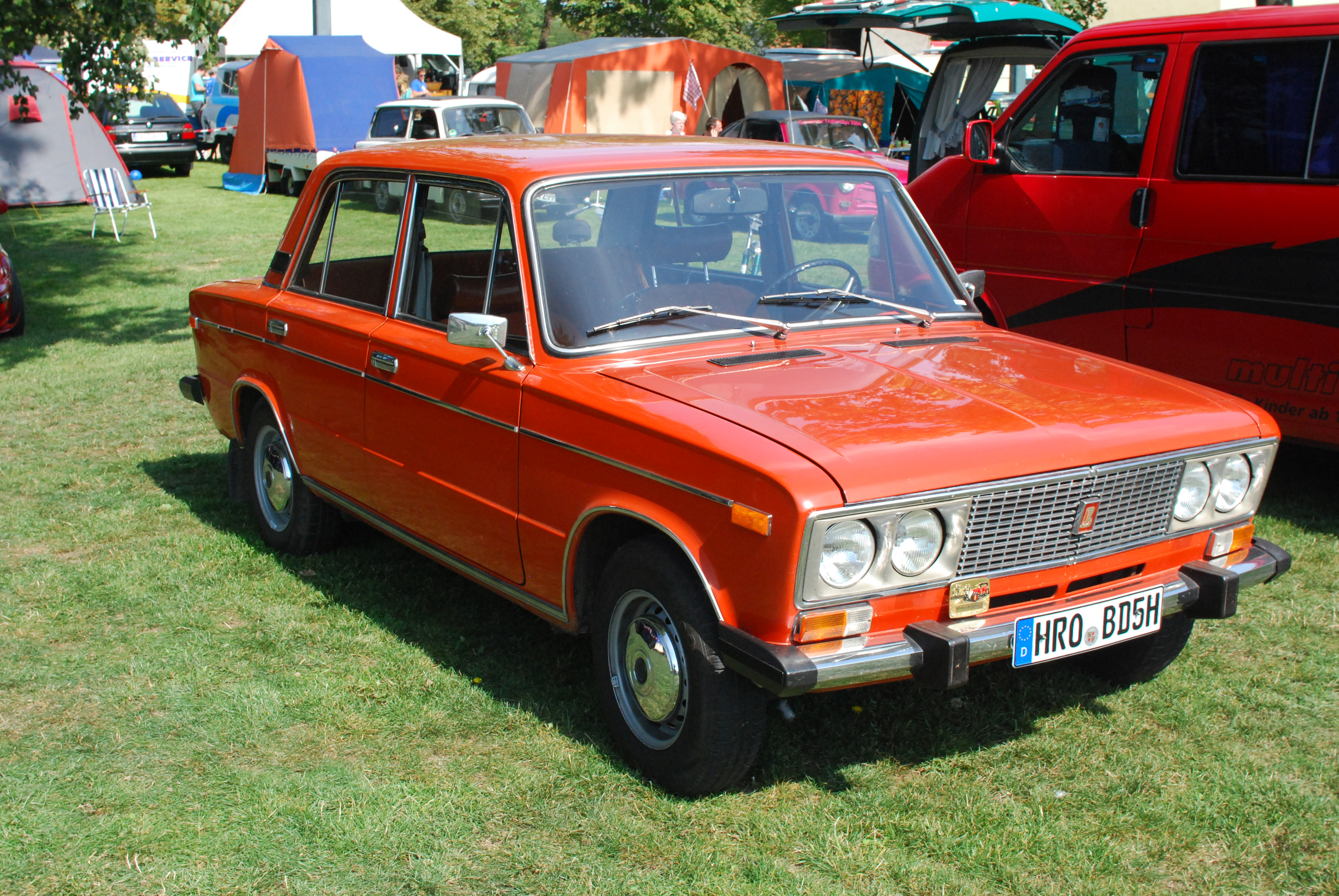
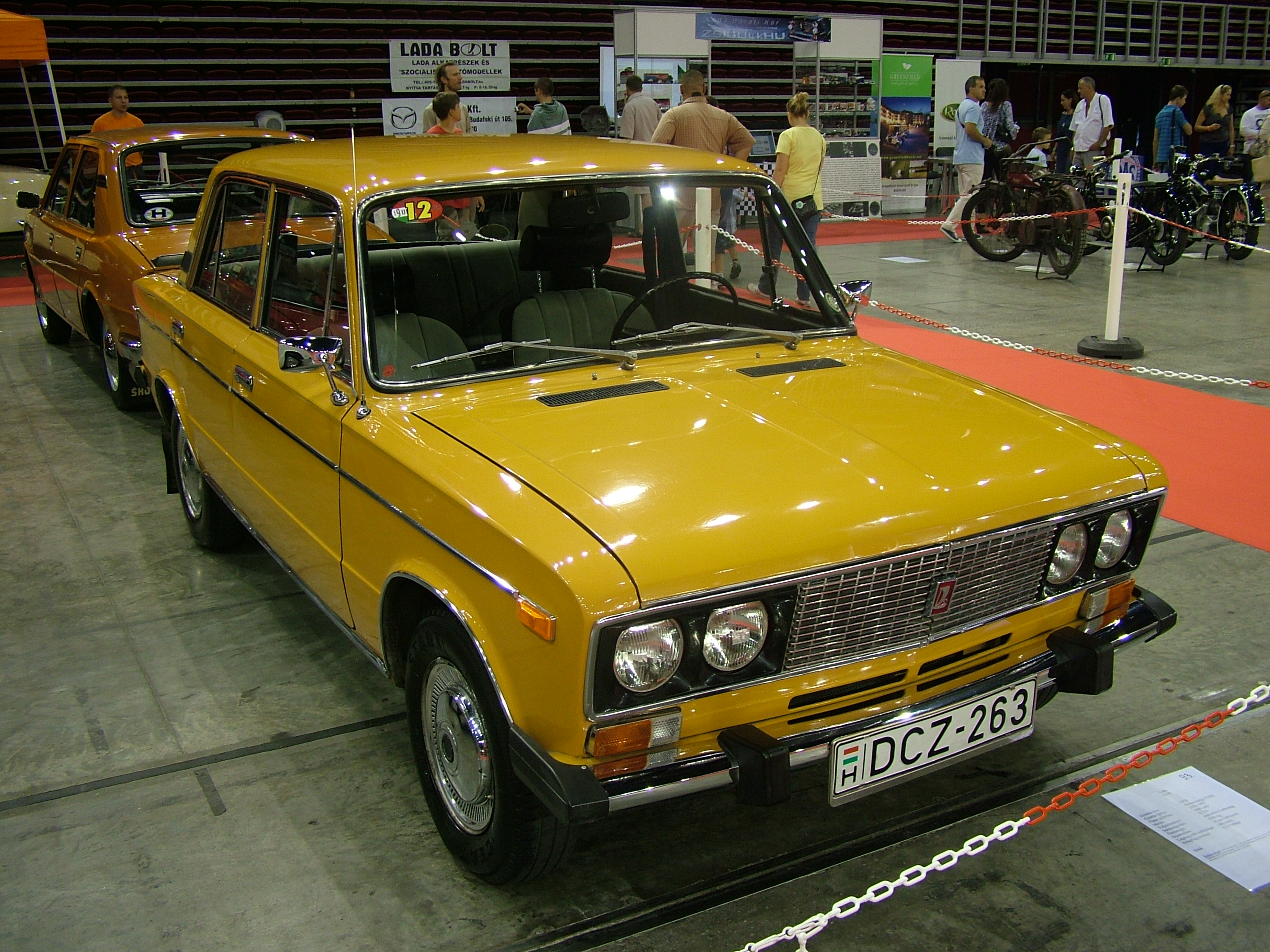
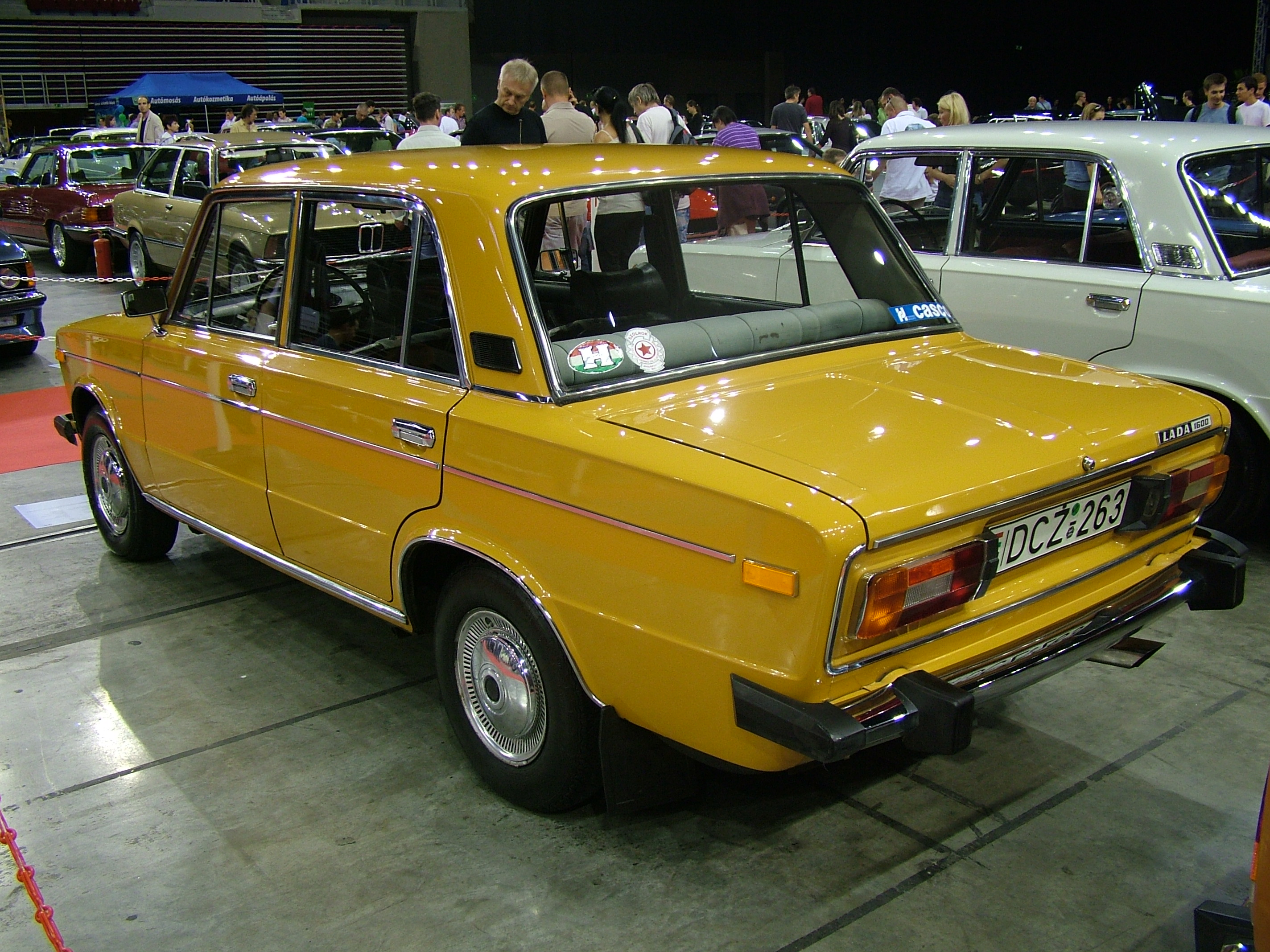